# Signum harpocraticum
 (janvier 2017).
Si vous disposez d'ouvrages ou d'articles de référence ou si vous connaissez des sites web de qualité traitant du thème abordé ici, merci de compléter l'article en donnant les références utiles à sa vérifiabilité et en les liant à la section « Notes et références ».

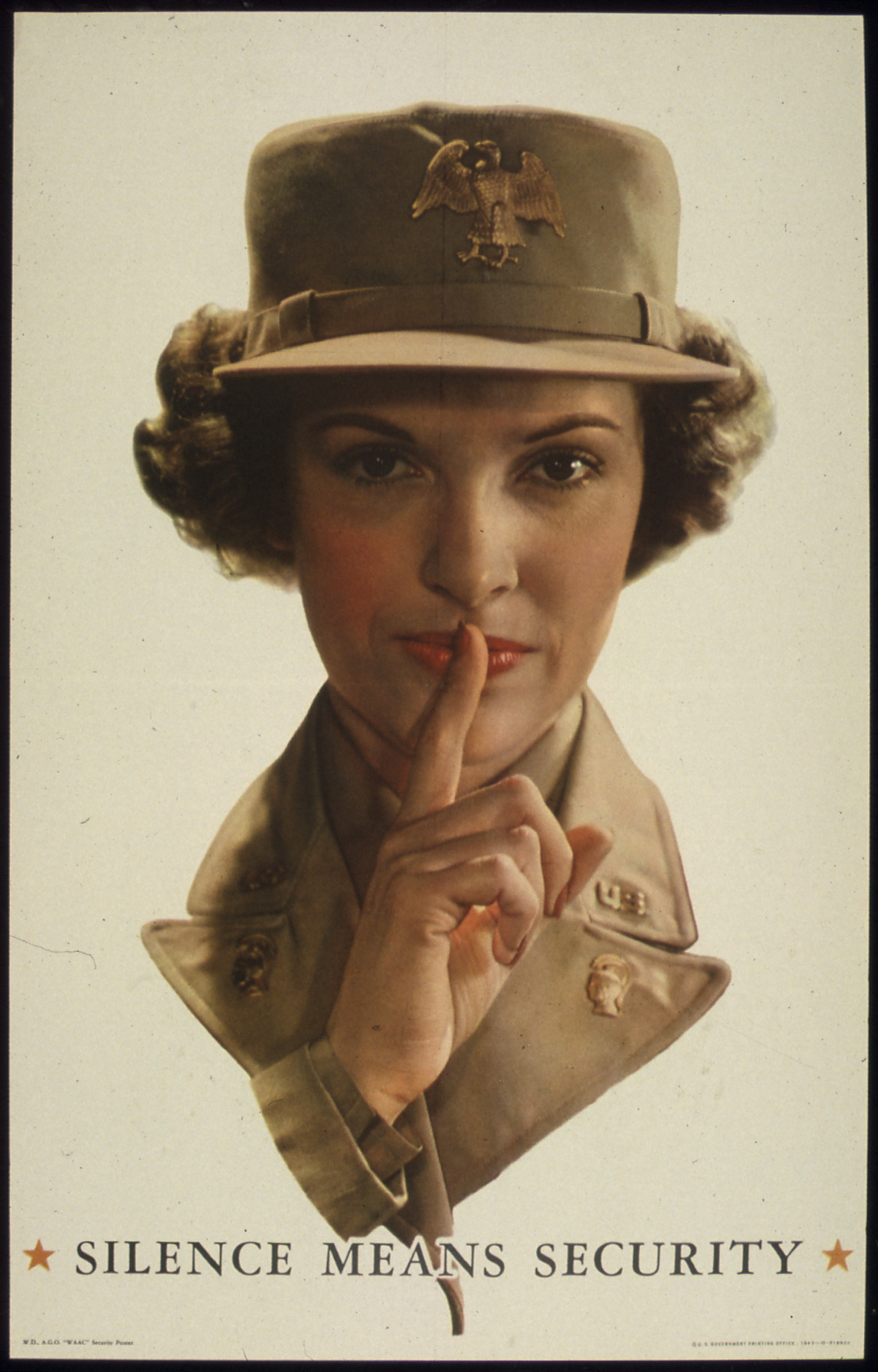
Affiche américaine représentant une femme effectuant un signum harpocraticum pour enjoindre aux membres de la Women's Army Corps de garder le silence pour des raisons de sécurité pendant la Seconde Guerre mondiale.

Le signum harpocraticum (ou signum silentii) est un geste de la main consistant à placer verticalement l'un de ses index tendu sur ses lèvres jointes. Nommé en référence à Harpocrate, divinité enfantine souvent représentée accomplissant ce geste, il permet d'exprimer visuellement, sans parole ni même bruit, une demande aux tiers observateurs de faire silence. 
La présence de ce geste dans l'art renaissant a notamment été étudiée par André Chastel.